# Le Jugement de Cambyse
Le Jugement de Cambyse est une huile sur panneau formant un diptyque du peintre primitif flamand Gerard David. Il représente l'arrestation et l'écorchement vif du juge persan Sisamnès accusé de corruption, sur l'ordre de Cambyse selon les Histoires d'Hérodote (V-XXV).

## Description
Le diptyque a été commandé en 1487/1488 par les autorités municipales de Bruges et faisait partie d'une série de panneaux destinés au cabinet du bourgmestre, à l'hôtel de ville.
Le diptyque est peint sur des panneaux de chêne et est mentionné dans les archives de Bruges en tant que « Jugement Dernier ». Les bourgeois de la ville s'en servaient pour encourager l'honnêteté des magistrats et comme excuses publiques symboliques pour l'emprisonnement de Maximilien Ier à Bruges en 1488. La partie supérieure droite de la scène de l'écorchement montre le fils de Sisamnès dispensant la justice sur le siège de son père, maintenant drapé de la peau écorchée.
D'autres tableaux du même sujet ont été réalisés, dont celui de Dirk Vellert en 1542.